# Casa Sfatului

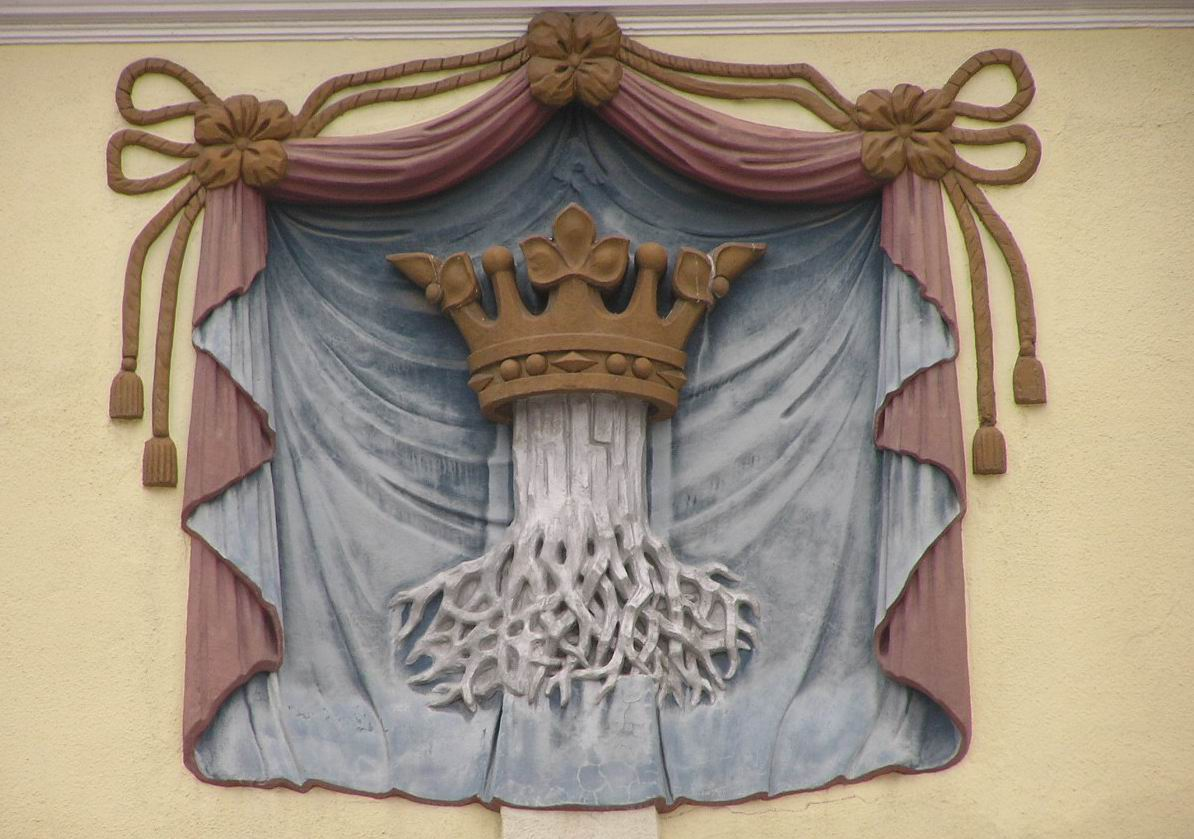
Stemma della città

Casa Sfatului  (in tedesco Kronstädter Altes Rathaus, in italiano "Casa del Consiglio") è un museo di storia locale di Brașov che fu sede dell'amministrazione cittadina fino al 1780.

## Storia
Inizialmente era solo una torre di sorveglianza sulle cui basi si trova l'edificio attuale. Il 23 dicembre 1420 si arriva a un accordo locale per costruire il nuovo edificio per ospitare le riunioni del magistrato e avere una camera "della giustizia" ma, causa di un'invasione turca l'anno successivo e per la distruzione in gran parte della città, il progetto venne fermato. L'edificio si trasformò in municipio man mano che la città si sviluppava. Venne menzionato in un documento nel 1503 sotto il nome di "Praetorium".
La costruzione venne modificata molte volte durante gli anni, spesso per cause naturali:
- 5 luglio 1608 - un fulmine colpisce la torre provocando un incendio. Non potendo estinguerlo l'edificio venne distrutto e ricostruito successivamente.
- 17 giugno 1662 - un terremoto distrugge la torre in proporzione di due terzi.
- 24 luglio 1682 - una tempesta distrugge ancora una volta la torre.
- 21 aprile 1689 - il grande incendio (provocato dall'esercito asburgico che assediò la città) distrugge gran parte dell'edificio. Dopo quasi un secolo, nel 1780 l'edificio viene ricostruito in stile barocco.

L'amministrazione cittadina venne spostata in un altro edificio nel 1780.
All'inizio del XX secolo l'edificio doveva essere demolita e sostituita da un edificio amministrativo moderno ma grazie a una campagna giornalistica venne conservato. L'ultima modifica dell'edificio avvenne nel 1909 - 1910, quando il tetto barocco venne sostituito con l'attuale tetto piramidale. Dal 1950 l'edificio è un museo di storia locale.